# 象徴主義

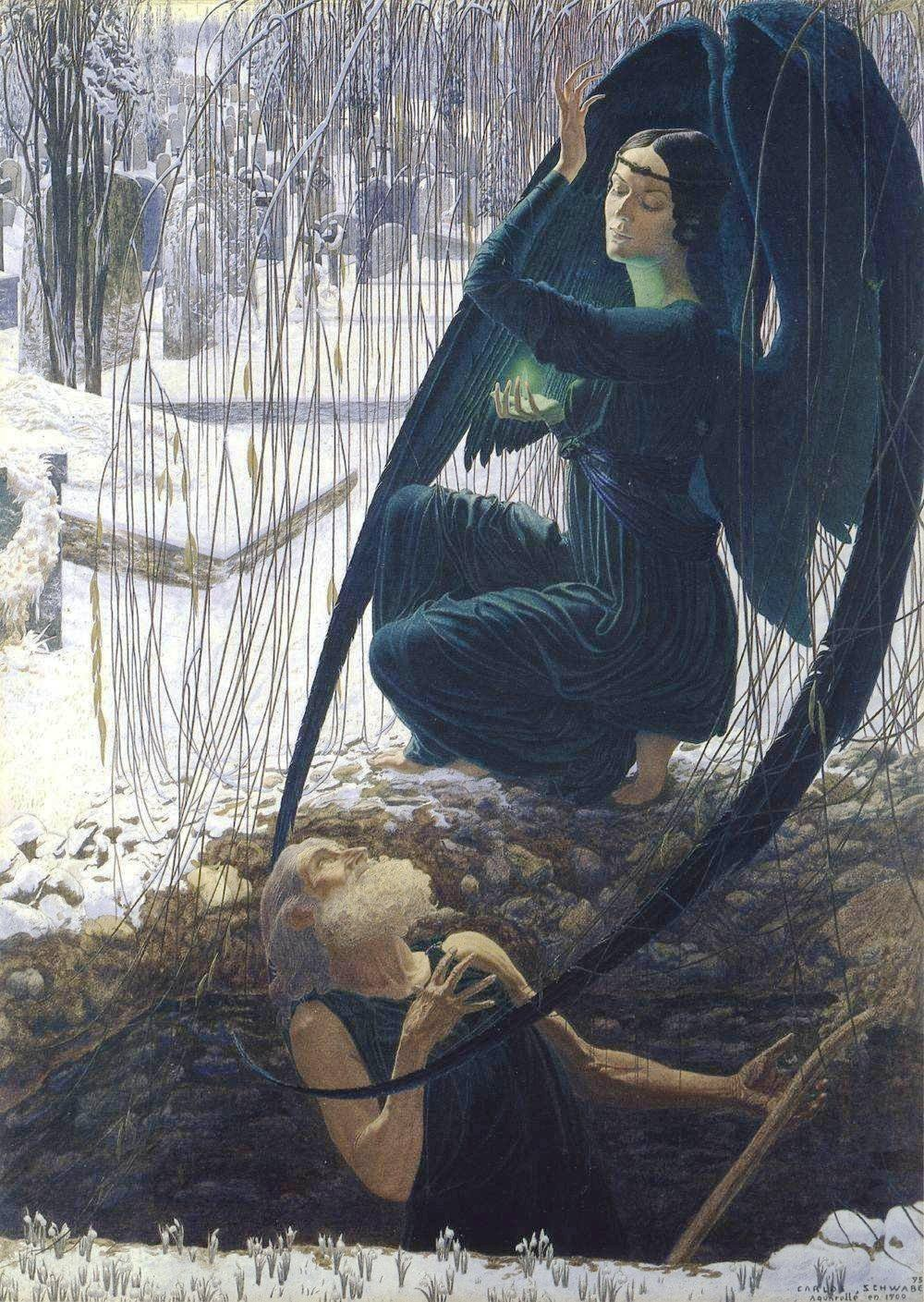
カルロス・シュヴァーベ「墓掘りの死」

象徴主義（しょうちょうしゅぎ、フランス語: symbolisme; サンボリスムとも）とは、自然主義や高踏派運動への反動として1870年頃のフランスとベルギーに起きた文学運動および芸術運動である。象徴主義者を総称して「象徴派」（仏: symbolistes）と呼ぶ。ロシア象徴主義の開祖となった詩人ワレリー・ブリューソフなどにより、この運動はロシアにまで輸出された。イギリスにおけるラファエル前派も参照。
「象徴主義」（symbolisme）という語は、1886年に「象徴主義宣言」« Le Symbolisme »を発表した詩人ジャン・モレアスが、「象徴」（symbole）という語の語源である「一緒に投げること」を利用し、抽象的な観念とそれを表現するべきイマージュの間に、これらの、「象徴主義」と呼ばれるに至る詩が打ち立てようと望む類比関係を、指し示そうとして提案した。

## 定義

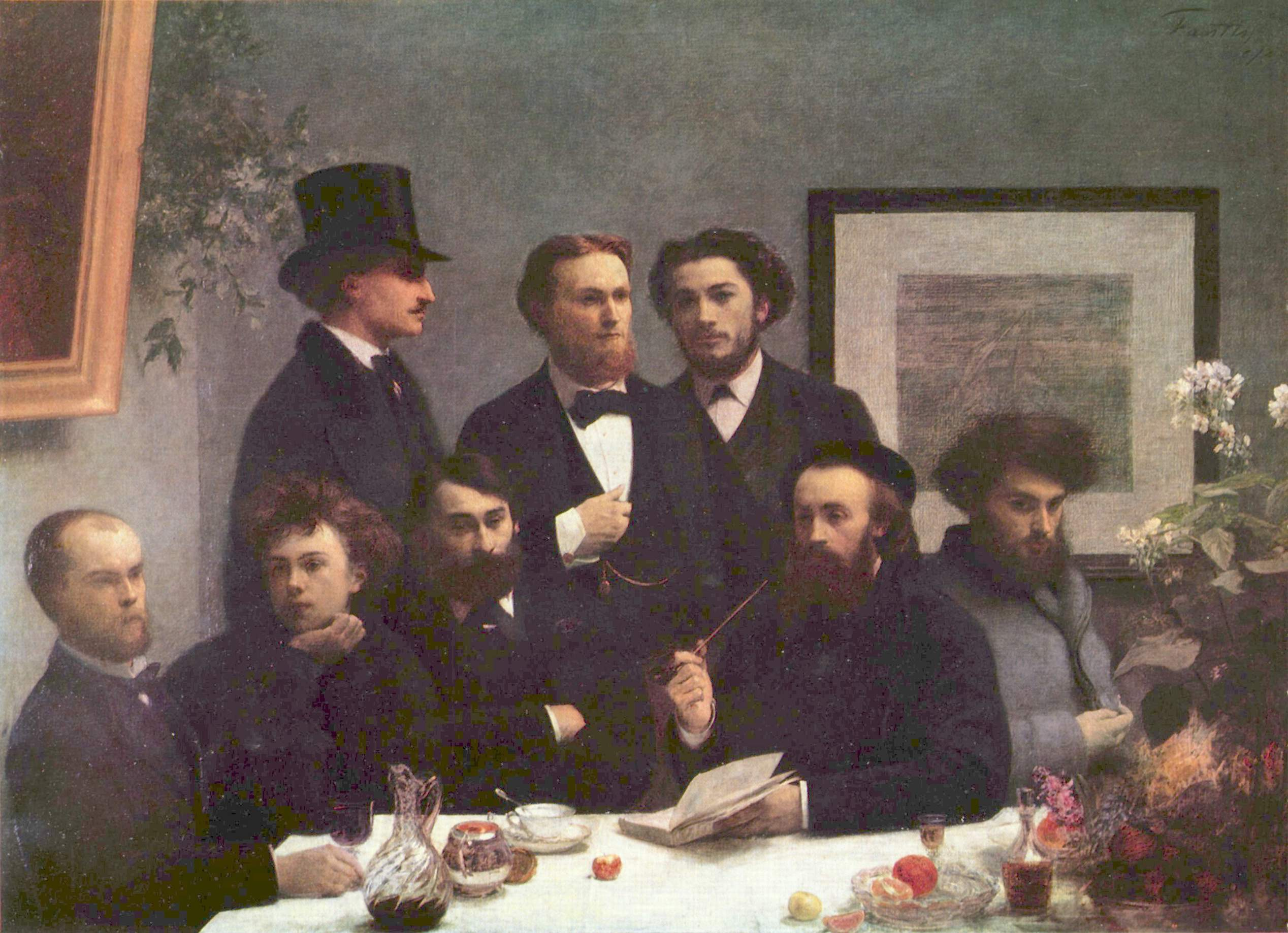
19世紀後半のフランス詩人たち。前列左にヴェルレーヌとランボー。アンリ・ファンタン＝ラトゥール画(1872)

1886年にフィガロ紙で発表された「一文学宣言：象徴主義」（仏: Un Manifeste littéraire: Le Symbolisme）において、ジャン・モレアスはこの新しい様式をこう定義している。
「《教訓、美辞麗句、虚偽の感覚、主観を混じえない叙述》の敵である象徴派の詩が探究するのは、「理念」に感性的な形態を纏わせることである。しかしその感性的な形態は、自身から発した目標先であることはなく、「理念」を表現することに向けて役立ちながら、臣下で在り続けるだろう。一方、「理念」は外見的な類似という豪奢な長衣を奪われたままでいるわけにはいかないのだ。というのも、象徴主義芸術の本質的な性質は、「理念」という概念それ自体には到達し得ないからである。したがって、この象徴主義芸術に於いて、自然風景、人間の営み、あらゆる物質的な現象が、そのままの姿で表されることはあり得ないだろう。象徴主義芸術に於いて、それら事象は、本源の側のものである「理念」とのおのれの秘教的な類似を表象することを、運命付けられた外観なのだ。」（城牙咲くらは訳　一部修正）
アルベール・オーリエは『メルキュール・ド・フランス』誌において1891年にこう定義している
「芸術作品は第1に観念的であるべきである。そのただ1つの理想は観念の表現であるから。第2に象徴的であるべきである。その観念に形を与えて表現するのだから。第3に総合的であるべきである。諸々の形態や記号を総体的に理解される形で描くのであるから。第4に主観的であるべきである。事物は事物としてではなく主体によって感受される記号として考えられるのであるから。第5に装飾的であるべきである。」
象徴主義は自然主義への反動であった。「観念に感受可能な形を着せる」ことが重要であった。自然主義者とは対照的に、象徴派は事物を忠実には描かず、理想世界を喚起し、魂の状態の表現を特別扱いする印象や感覚を探求した。
象徴主義はロマン主義の最も秘教的な側面とも関係があるが、何よりもシャルル・ボードレールに負う部分が大きい。もう少し後になって知られるようになった（マラルメに「途轍もない通行者」と称された）アルチュール・ランボーは、1871年5月15日付のポール・ドメニー宛の手紙（見者の手紙）において、「詩人は、あらゆる感覚の、長い間の、大がかりな、そして合理的な狂乱化を通して、見者になる」とし、「言葉は、魂から魂へと向かうものであって、匂いも、音も、色も、一切を要約すると同時に、思考を引っかけては引き寄せる思考からなるもの」であると、詩の方向を定めた。しかしながら象徴派がリーダーと見做すのはポール・ヴェルレーヌであり、その「詩法」(1874)は象徴主義の規範を定めている：
| 原文                                 | 抄訳                                       |
| ------------------------------------ | ------------------------------------------ |
| Car nous voulons la Nuance encore,   | それというのも我々はニュアンスを望むから、 |
| Pas la Couleur, rien que la nuance ! | 色彩ではない、ただニュアンスだけを！       |
| Oh ! la nuance seule fiance          | ああ！ ただニュアンスだけが                |
| Le rêve au rêve et la flûte au cor ! | 夢と夢を、フルートと角笛を調和させる！     |

## 起源

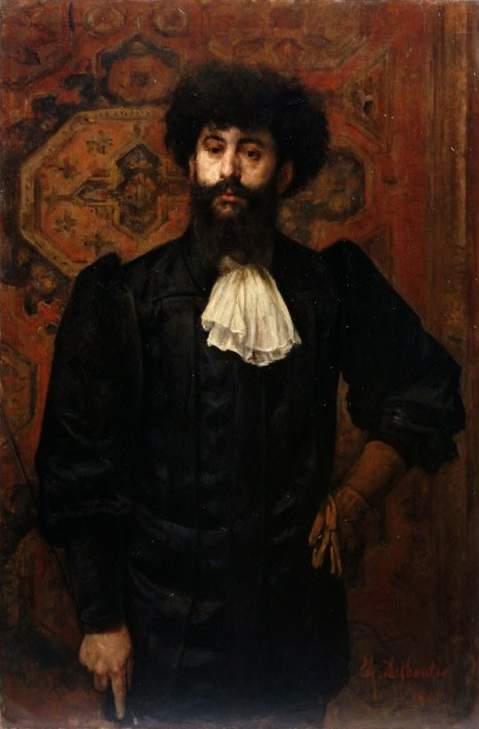
マルスラン・デブータンによる「ジョセファン・ペラダンの肖像」（1891年）

文学においては、象徴主義運動はシャルル・ボードレールの『悪の華』(1857)にその起源が見出される。象徴派の美学は1860-70年代にステファヌ・マラルメとポール・ヴェルレーヌによって発展を見た。1880年代には、一連の宣言文に支えられ、象徴主義美学は一団の作家たちを呼び寄せた。ボードレールによるエドガー・アラン・ポーの作品の仏訳は大きな影響力を持ち、象徴主義の数多くの転義法とイマージュの源泉となった。
文学における運動とは別に、美術における象徴主義も、ロマン主義のゴシック的な側面から出現した。しかしながらロマン主義美術が直情的かつ反逆的であったのに対し、象徴主義美術は静的かつ儀式的なものであった。象徴主義における不可知なもの神秘的なものに対する偏愛は、19世紀末のカトリック復古運動にもつながっていく。今までにないカトリック復古の動きは作家オスカー・ワイルドや画家オーブリー・ビアズリーのカトリック改宗に見られる。また同じくこの時期に改宗した作家ジョリス＝カルル・ユイスマンスが、デカダンスや悪魔主義といった題材から大きく立場を変え、最晩年には19世紀に盛り上がりを見せたカトリック的奇跡への希求を『ルルドの群衆』で取り上げている。
しかし俗化した従来の宗教制度に対する忌避は、カトリック回帰にとどまらず、儀式性と象徴性を重んじる新興の神秘主義団体への傾斜にも向かうことになる。『秘教哲学全集』を著したエリファス・レヴィからフランス象徴主義詩人への影響、マグレガー・メイザースらの「黄金の夜明け団」からアイルランド詩人イェイツへの影響などは見逃せないつながりである。また（カトリック）薔薇十字団を結成しフランスやベルギーの象徴主義の芸術家の結束を促した神秘主義者ジョセファン・ペラダンの功績は特筆すべきものがある。

## 音楽

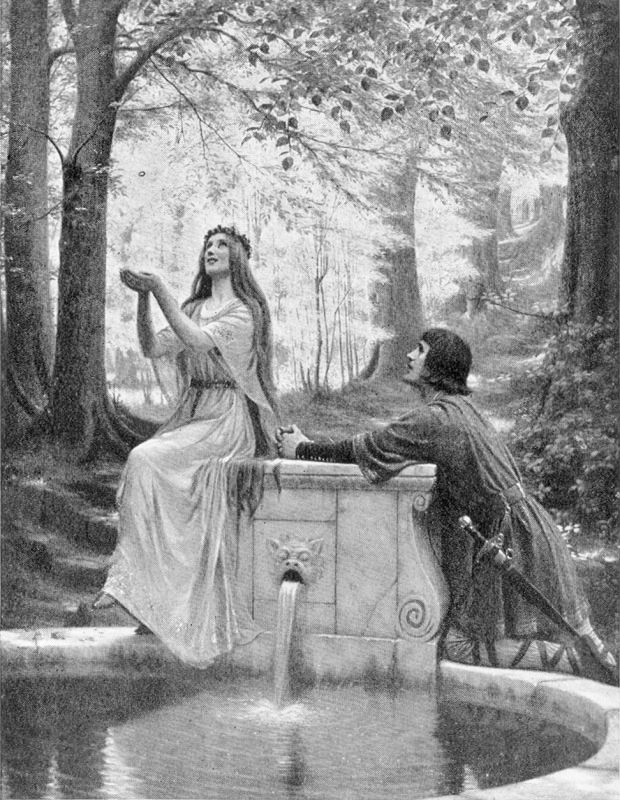
『ペレアスとメリザンド』。エドモンド・レイトン画

象徴主義は音楽にも影響を及ぼした。象徴派の作家・芸術家や批評家の多くは、リヒャルト・ワーグナーの音楽に好意的であった。
象徴主義の美学はクロード・ドビュッシーの仕事に重要な影響を及ぼした。ドビュッシーの歌詞やテーマの選択はほぼ全てが象徴派からであった。『ボードレールの5つの詩』の付曲、ヴェルレーヌの詩による歌曲、オペラ『ペレアスとメリザンド』、エドガー・アラン・ポーの2つの物語による未完のオペラ『鐘楼の悪魔』と『アッシャー家の崩壊』といった作品はドビュッシーの象徴主義的な趣味と影響を示している。最重要作品である『牧神の午後への前奏曲』はマラルメの詩『牧神の午後』に着想を得ている。
ドビュッシーやラヴェルに影響を与えたエリック・サティは、若い時分には薔薇十字団とつながりがあったことが知られている。1892年の3月10日から4月10日にかけてデュラン・リュエル画廊（Durant-Ruel）で開催された「薔薇十字展」開会式典ではエリック・サティによる『薔薇十字のファンファーレ』（Les Sonneries de la Rose-Croix）が演奏されている。

## 小説
ジョリス＝カルル・ユイスマンスの小説『さかしま』(1884)は、後に象徴主義美学に結び付けられるようになるテーマをいくつも含んでいた。動きがほとんど展開されないこの小説は、風変わりな隠遁者であるアンチヒーローのデゼッサントの内面生活を描く、趣味のカタログである。オスカー・ワイルドは『ドリアン・グレイの肖像』の多くの箇所でこの小説を模倣している。
ポール・アダンは最も多産な象徴主義小説家であった。ジャン・モレアスとの共著『グベール嬢』(1886)は自然主義と象徴主義の中間的な作品である。ギュスターヴ・カーンの『狂王』(1896)をほぼ唯一の例外として、象徴主義者はこうした（中間的）手法をほとんど用いなかった。ジュール・バルベー・ドールヴィイの人間嫌い（特に女嫌い）の諸短篇も象徴主義的と考えられる場合がある。ガブリエレ・ダヌンツィオの初期の小説も象徴主義的な意図で書かれた。

## 絵画

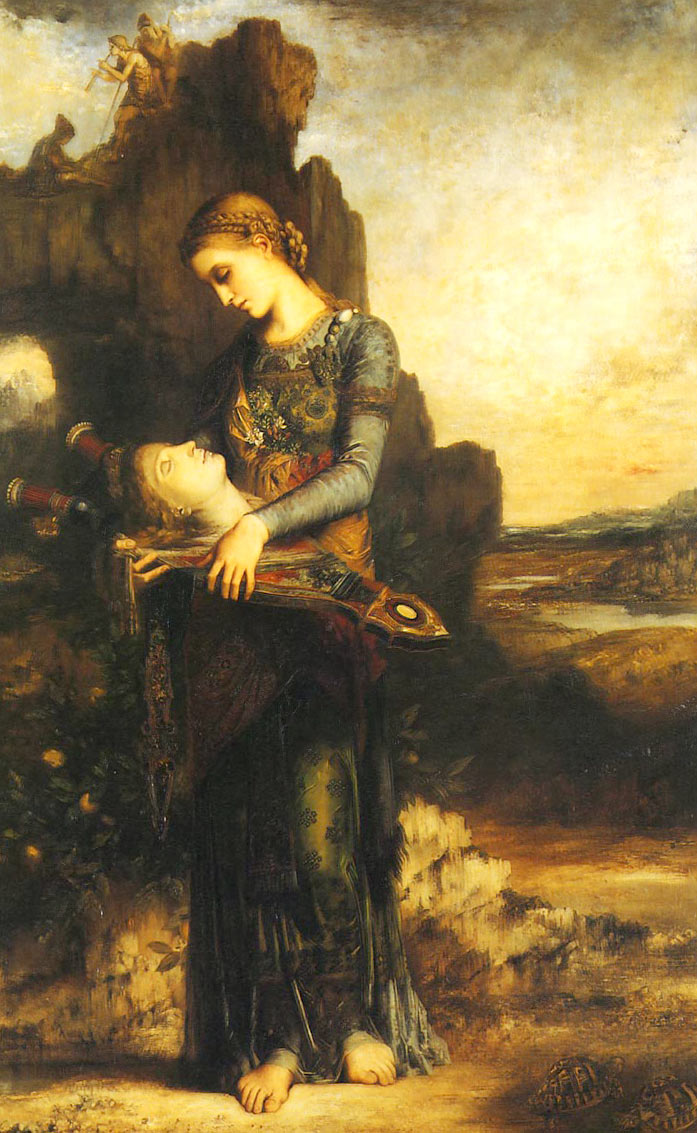
ギュスターヴ・モロー『オルフェウス』(1865)

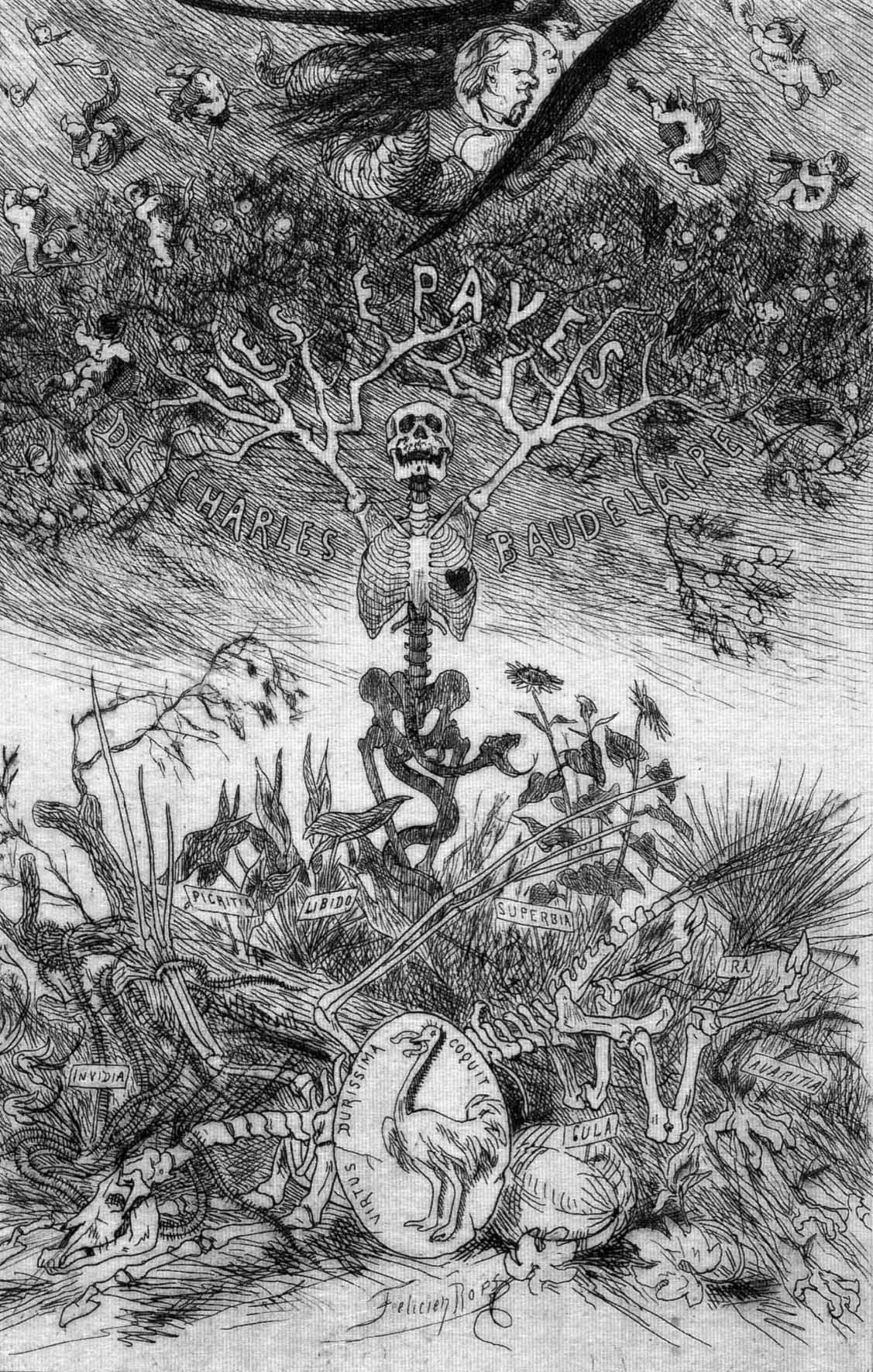
フェリシアン・ロップスによるボードレール『漂着物』口絵(1866)

19世紀後半、従来のアカデミスムに対する反発として、一方に印象派の傾向、他方では象徴主義の傾向が見られた。象徴主義は人間の内面や夢、神秘性などを象徴的に表現しようとするもので、文学上の象徴主義と関連して名づけられた。ギュスターヴ・モローが代表的な作家であり、ユイスマンスは『さかしま』の中でモローを高く評価している。
イギリスでは19世紀半ばにはラファエル前派が結成されており、中世に対する憧憬は独自の唯美主義的な美学を生み出し、フランスの象徴主義に先行して独自の発展を遂げた。
フランスでは「カトリック薔薇十字団」を組織した神秘主義者ジョゼファン・ペラダン（Josephin Peladan,1858-1918）による「薔薇十字展（les salons de la rose-croix）」（1892-1897）が開かれ、象徴主義的傾向のある芸術家が多く出品している。またベルギーでは起業家であるオクターヴ・モース（Octave Maus,1856-1919）らにより「20人展（Les XX（レ・ヴァン））」が1883年に結成され、印象主義・新印象主義と競合しながら象徴主義の芸術の拠点となった。
一般にはポスト印象主義や総合主義（クロワソニズム）の画家とされるゴーギャンも、写実的な対象の再現の否定や、平面的で装飾的な画面構成の重視、主観性の強い内面表現や、神秘主義的な題材を用いることなどの傾向から象徴主義の画家として位置づけられることがある。すでに19世紀末にはアルベール・オーリエが『メルキュール・ド・フランス』誌において「絵画における象徴主義――ポール・ゴーギャン」なる評論を寄せており、ゴーギャンの影響のもとで結束されたポン＝タヴァン派やナビ派の美学にも同じような象徴主義的傾向が窺える。
また象徴主義はアール・ヌーヴォーなど世紀末芸術にも大きな影響を与えた。例えばグラスゴー派の領袖でもあるマッキントッシュは象徴主義的な女性像を意匠化していたが、装飾性を重んじる作風に変化しても象徴主義的な感性は生き続けていたとみてよい。グラスゴーのブキャナン通りクランストン・ティールームの壁画装飾の下絵には象徴主義とアール・ヌーヴォーの混交した様式が見られる。こうした傾向はウィーン分離派などでも窺える。逆にパリで「ベル・エポックの寵児」としてもてはやされたミュシャは、若い頃はアール・ヌーヴォー様式の洗練されたポスターで知られているが、後年には出身地のチェコに帰国し象徴主義的な歴史解釈に基づく重厚な連作『スラヴ叙事詩』を描きあげている。

## 象徴派の芸術家

### 文学

#### ベルギー
- ジョルジュ・ローデンバック（Georges Rodenbach, 1855-1898）
  - 『死都ブリュージュ』（1892年）
- モーリス・メーテルリンク（Maurice Maeterlinck, 1862-1949）
  - 『温室』（1889年）
  - 『ペレアスとメリザンド』（1892年）
  - 『青い鳥』（1907年）
- グレゴワール・ル・ロワ（Grégoire Le Roy, 1862-1941）
  - 『我が心は過去に涙す』（1889年）
- エミール・ヴェルハーレン（Emile Verhaeren、1855-1916）
- マックス・エルスカン（フランス語版）（Max Elskamp, 1862 -1931）
- カミーユ・ルモニエ（フランス語版）（Camille Lemonnier, 1844-1913）
- モーリス・ロリナ（フランス語版）（Maurice Rollinat, 1846-1903）
- シャルル・ヴァン・レルベルグ（フランス語版）（Charles Van Lerberghe, 1861-1907）

#### イギリス
- アルジャーノン・チャールズ・スウィンバーン（Algernon Charles Swinburne, 1837–1909）
- ウォルター・ペイター（Walter Pater, 1839-1894）
  - 『ルネサンス』初版（1873年）
  - 『享楽主義者マリウス』（1885年）
- オスカー・ワイルド（Oscar Wilde, 1854-1900）
  - 『ドリアン・グレイの肖像』（1890年）
  - 『サロメ』（1891年）
- ウィリアム・バトラー・イェイツ（William Butler Yeats, 1865-1939）
  - 『神秘の薔薇』（1897年）
  - 『鷹の井戸』（1916年初演）
- アーサー・シモンズ（Arthur Symons, 1865-1945）

#### フランス
- ジュール・バルベー・ドールヴィイ（Jules Barbey d'Aurevilly, 1808–1889）
  - 『悪魔のような女たち』（1874年）
- シャルル・ボードレール（Charles-Pierre Baudelaire, 1821- 1867）
  - 『悪の華』（1857年）
- ヴィリエ・ド・リラダン（Auguste de Villiers de l'Isle-Adam, 1838-1889）
  - 『残酷物語』（1883年）
  - 『未来のイヴ』（1886年）
- ステファヌ・マラルメ（Stéphane Mallarmé, 1842-1898）
  - 『半獣神の午後』（1876年）
  - 『骰子一擲』（1897年）
- ポール・ヴェルレーヌ（Paul Marie Verlaine, 1844-1896）
  - 『叡智』（1881年）
  - 『呪われた詩人たち』（1884年）
- ジョリス＝カルル・ユイスマンス（Joris-Karl Huysmans, 1848-1907）
  - 『さかしま』（1884年）
- アルチュール・ランボー（Arthur Rimbaud, 1854-1891）
  - 『地獄の季節』（1873年）
  - 『イリュミナシオン』（1886年）
- ポール・クローデル（Paul Claudel, 1868-1955） 
  - 『黄金の頭』（1890年）
  - 『マリアへのお告げ』（1912年）
- ポール・ヴァレリー（Paul Valéry, 1871-1945）
  - 『若きパルク』（1917年）
  - 『海辺の墓地』（1920年）
- オーギュスト・ジェルマン（フランス語版）（Auguste Germain, 1878-1942）
- レミ・ド・グールモン（Remy de Gourmont, 1858-1915）
- アルフレッド・ジャリ（Alfred Jarry, 1873-1907）
- ギュスターヴ・カーン（フランス語版）（Gustave Kahn, 1859-1936）
- ジュール・ラフォルグ（Jules Laforgue, 1860-1887）
- ロートレアモン（Le Comte de Lautréamont, 1846-1870）
- スチュアート・メリル（フランス語版）（Stuart Merrill, 1863-1915, アメリカ生まれ、フランス語で執筆）
- エフライム・ミカエル（フランス語版）（Éphraïm Mikhaël, 1866-1890）
- アルベール・モッケル（フランス語版）（Albert Mockel, 1866-1945）
- ジャン・モレアス（Jean Moréas, 1856-1910, ギリシャ生まれ、フランス語で執筆）
- アンリ・ド・レニエ（フランス語版）（Henri de Régnier, 1864-1936）
- アドルフ・レテ（フランス語版）（Adolphe Retté, 1863-1930）
- サン＝ポル＝ルー（Saint-Pol-Roux, 1861-1940）
- アルベール・サマン（フランス語版）（Albert Samain, 1858-1900）
- ロベール・ド・スーザ（フランス語版）（Robert de Souza, 1864-1946）
- フランシス・ヴィエレ＝グリファン（フランス語版）（Francis Vielé-Griffin, 1864-1937）

#### ドイツ・オーストリア
- シュテファン・ゲオルゲ（Stefan George, 1868-1933）
- フーゴ・フォン・ホーフマンスタール（Hugo von Hofmannsthal, 1874-1929）
- ライナー・マリア・リルケ（Rainer Maria Rilke, 1875-1926）

#### ロシア
- フョードル・ソログープ（Fyodor Sologub, 1863-1927）
- ディミトリー・メレシュコフスキー（Dmitry Merezhkovsky, 1866-1941)
- ワレリー・ブリューソフ（Valery Bryusov, 1873-1924）
- アレクサンドル・ブローク（Alexander Blok, 1880–1921）
- アンドレイ・ベールイ (Andrei Bely, 1880-1934)

#### ブラジル
- クルス・イ・ソウザ（João da Cruz e Sousa, 1861-1898）

#### カナダ
- エミール・ネリガン（Émile Nelligan, 1879-1941）

### 絵画

#### イギリス
- ジョージ・フレデリック・ワッツ（George Frederic Watts, 1817-1904）
- フォード・マドックス・ブラウン（Ford Madox Brown, 1821-1893）
- ジョゼフ・ノエル・ペイトン（Joseph Noel Paton, 1821-1901）
- ジョン・シモンズ（John Simmons、1823-1876）
- ウィリアム・ホルマン・ハント（William Holman Hunt、1827-1910）
- ダンテ・ゲイブリエル・ロセッティ（Dante Gabriel Rossetti, 1828-1882）
- チャールズ・オルストン・コリンズ（Charles Allston Collins,1828–1873）
- ジョン・エヴァレット・ミレー（John Everett Millais, 1829-1896）
- フレデリック・サンディズ（英語版）（Frederick Sandys, 1829-1904）
- ジョン・ロダム・スペンサー・スタンホープ（John Roddam Spencer Stanhope, 1829–1908）
- ヘンリー・ウォリス（英語版）（Henry Wallis, 1830-1916）
- アーサー・ヒューズ（Arthur Hughes, 1832-1915）
- エドワード・バーン＝ジョーンズ（Edward Burne-Jones, 1833-1898）
- ウィリアム・モリス（William Morris, 1834-1896）
- ジョン・アトキンソン・グリムショー（John Atkinson Grimshaw, 1836-1893）
- ヘンリー・ホリデー（英語版） (Henry Holiday, 1839-1927)
- シメオン・ソロモン（Simeon Solomon, 1840-1905）
- アルバート・ジョゼフ・ムーア（Albert Joseph Moore,1841-1893）
- ウォルター・クレイン（Walter Crane, 1845-1915）
- ジョン・ウィリアム・ウォーターハウス（John William Waterhouse, 1849-1917）
- ジョン・メルフイシュ・ストラドウィック（John Melhuish Strudwick, 1849-1937）
- ジョン・コリア（John Collier, 1850-1934）
- エドワード・ロバート・ヒューズ（Edward Robert Hughes, 1851-1914）
- フィービー・アンナ・トラクエア（英語版）（Phoebe Anna Traquair, 1852-1936)
- トーマス・クーパー・ゴッチ（Thomas Cooper Gotch, 1854-1931）
- アルフレッド・ギルバート（Alfred Gilbert, 1854-1934）
- イーヴリン・ド・モーガン（Evelyn De Morgan, 1855-1919）
- マリアンヌ・ストークス（Marianne Stokes, 1855-1927）
- フレドリック・ケーリー・ロビンソン（Frederic Cayley Robinson、1862-1927）
- マーガレット・マクドナルド・マッキントッシュ（Margaret MacDonald Mackintosh, 1864-1933）
- エドワード・ホーネル（Edward Atkinson Hornel, 1864–1933)
- ジョン・ダンカン（英語版）（John Duncan, 1866-1945）
- アーサー・ラッカム（Arthur Rackham, 1867-1939）
- シドニー・ハロルド・メティヤード（英語版）（Sidney Harold Meteyard, 1868-1947）
- チャールズ・レニー・マッキントッシュ（Charles Rennie Mackintosh, 1868-1928）
- ヘンリー・ペイン（画家）（英語版）（Henry Payne, 1868-1940)
- オーブリー・ビアズリー（Aubrey Beardsley, 1872-1898）
- フランセス・マクドナルド（Frances MacDonald, 1873-1921)
- フランク・カドガン・クーパー（英語版）（Frank Cadogan Cooper, 1877-1958）
- マクスウェル・アームフィールド（英語版）（Maxwell Armfield, 1881-1972）
- ハリー・クラーク（Harry Clarke, 1889-1931）

#### フランス
- ルイ・ジャンモ（Louis Janmot, 1814-1892）
- エルネスト・エベール(Ernest Hébert, 1818-1908）
- ロドルフ・ブレスダン（Rodolphe Bresdin, 1822-1885）
- ピエール・ピュヴィス・ド・シャヴァンヌ（Pierre Puvis de Chavannes, 1824-1898）
- ギュスターヴ・モロー（Gustave Moreau, 1826–1898）
- ジャン＝ジャック・エンネル（Jean-Jacques Henner,1829-1905）
- アンリ・ファンタン＝ラトゥール（Henri Fantin-Latour, 1836-1904）
- オディロン・ルドン（Odilon Redon, 1840-1916）
- ウジェーヌ・カリエール（Eugène Carrière,1849-1906）
- ルイ・ヴェルデン・ホーキンス（Louis Welden Hawkins,1849-1910)
- アレクサンドル・セオン（Alexandre Seon,1855-1917）
- シャルル・モーラン（Charles Maurin,1856-1914）
- アルフォンス・オスベール（Alphonse Osbert, 1857-1939）
- アンリ・カミーユ・ダンジェ(Henri-Camille Danger,1857-1937)
- アリ・ルナン（Ernest Cornélis Ary Renan,1857-1900）
- エドモン＝フランソワ・アマン＝ジャン（Edmond-François Aman-Jean, 1858-1936）
- エルネスト・ローラン（Ernest Laurent,1859-1929）
- アンリ・マルタン（Henri Jean Guillaume Martin, 1860-1943）
- アルマン・ポワン（Armand Point, 1860-1932）
- ジョルジュ・デヴァリエール（George Desvallières、1861–1950）
- エミール＝ルネ・メナール（Émile-René Ménard, 1862-1930）
- モーリス・シャバ（Maurice Chabas,1862-1947）
- アンリ・ル・シダネル (Henri Le Sidaner, 1862-1939)
- ガストン・ビュシエール (Gaston Bussière, 1862-1928)
- シャルル・フィリジェ（Charles Filiger, 1863-1928）
- リュシアン・レヴィ＝デュルメール（Lucien Lévy-Dhurmer, 1865-1953）
- レオ・ラポルト＝ブレアシー（英語版）（Léo Laporte-Blairsy, 1865-1923)
- カルロス・シュヴァーベ（Carlos Schwabe, 1866-1926）
- シャルル・ギユー（Charles Guilloux,1866-1946）
- ジョルジュ・ド・フール（Georges de Feure, 1868-1943）
- ピエール・マルセル・ベロノー（フランス語版）(Pierre Marcel-Béronneau, 1869-1937）
- リュシアン＝ヴィクトール・ギラン・ド・セヴォラ（英語版）（Lucien-Victor Guirand de Scévola,1871-1950）
- エドガー・マクサンス（フランス語版）（Edgar Maxence, 1871-1954）
- レオナール・サルルイス（英語版）（Léonard Sarluis, 1874-1949）
- ギュスターヴ＝アドルフ・モッサ（Gustav-Adolf Mossa, 1883-1971）

#### ベルギー
- アントワーヌ・ヴィールツ（Antoine Wiertz, 1806-1865）
- フェリシアン・ロップス（Félicien Rops, 1833-1898）
- アルビン・ヴァン・デン・アベール（フランス語版）(Albijn Van den Abeele,1835-1918)
- グザヴィエ・メルリ（Xavier Mellery, 1845-1921）
- レオン・フレデリック（Léon Frédéric, 1856-1940）
- フェルナン・クノップフ（Fernand Khnopff, 1858-1921）
- ジェームズ・アンソール（James Ensor, 1860-1949）
- アンリ・プリヴァ＝リヴモン（Henri Privat-Livemont, 1861-1936）
- コンスタン・モンタルド（Constant Montald, 1862-1944）
- アルマン・ラッサンフォス（Armand Rassenfosse,1862-1934）
- アルベール・シャンベルラーニ（Albert Ciamberlani,1864-1956）
- エミール・ファブリ（Émile Fabry, 1865-1966）
- ジョルジュ・ミンヌ（George Minne, 1866-1941）
- アンリ・ド・グルー（Henry de Groux, 1866-1930）
- ヴァレリウス・デ・サーデレール(Valerius De Saedeleer,1867-1941)
- ジャン・デルヴィル（Jean Delville, 1867-1953）
- ウィリアム・ドグーヴ・ド・ヌンク（William Degouve de Nuncques,1867-1935）
- レオン・スピリアールト（Léon Spilliaert, 1881-1946）
- ギュスターフ・ヴァン・デ・ヴスタイン(Gustave Van de Woestyne,1881-1947)

#### オランダ
- ヤン・トーロップ（Jan Toorop, 1858-1928）
- ヨハン・トルン・プリッカー（Johan Thorn Prikker,1868-1932）
- リカート・ローラント・ホルスト（Richard Roland Holst,1868-1938）

#### スイス
- オイゲン・ブラヒト（Eugen Felix Prosper Bracht、1842-1921）
- フェルディナント・ホドラー（Ferdinand Hodler, 1853-1918）
- アルベルト・ヴェルティ（Albert Welti,1862-1912)
- アルベール・トラクセル（Albert Trachsel, 1863-1929）
- アウグスト・ジャコメッティ（Antonio Augusto Giacometti,1877年-1947）

#### イタリア

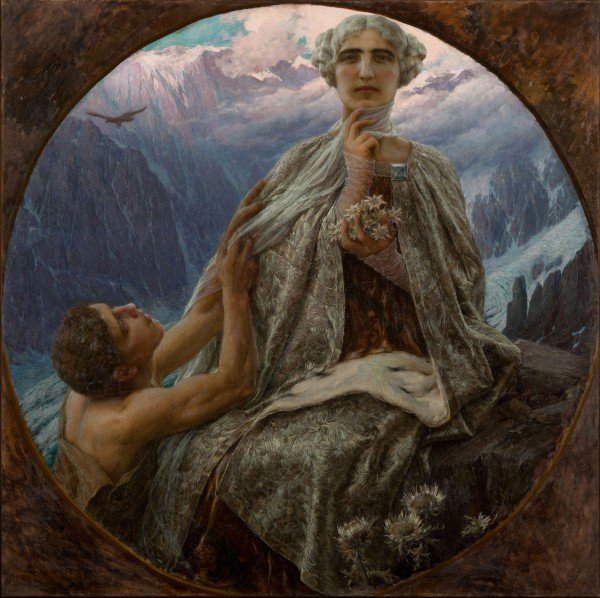
チェーザレ・サッカージの象徴的な作品「ラ・ヴェッタ」

- ガエターノ・プレヴィアーティ（Gaetano Previati,1852-1920）
- マリオ・デ・マリア、別名マリウス・ピクトル（Mario de Maria、Marius Pictor、1852-1924）
- ジョヴァンニ・セガンティーニ（Giovanni Segantini,1858-1899）
- レオナルド・ビストルフィ（英語版） （Leonardo Bistolfi,1859-1933)
- ジュリオ・アリスティド・サルトリオ（Giulio Aristide Sartorio,1860–1932）
- ジュゼッペ・ペリッツァ・ダ・ヴォルペード（Giuseppe Pellizza da Volpedo,1868-1907）
- チェーザレ・サッカージ（Cesare Saccaggi,1868-1934)
- アドルフォ・ヴィルト（Adolfo Wildt、1868-1931）
- ロモロ・ロマーニ（イタリア語版）（Romolo Romani,1884-1916）

#### ドイツ・オーストリア
- アルフレート・レーテル(Alfred Rethel,1816-1859)
- アルノルト・ベックリン（Arnold Böcklin, 1827-1901）
- アンゼルム・フォイエルバッハ（Anselm Feuerbach, 1829-1880）
- ハンス・フォン・マレース（Hans von Marées, 1837-1887）
- ハンス・トーマ（Hans Thoma, 1839-1924）
- ガブリエル・フォン・マックス（Gabriel von Max, 1840–1915）
- フェルディナント・ケラー（Ferdinand Keller, 1842-1922）
- グスタフ・ヴェルトハイマー（Gustav Wertheimer, 1847-1902)
- カール・ヴィルヘルム・ディーフェンバッハ（Karl Wilhelm Diefenbach, 1851-1913）
- ヴィルヘルム・ベルナツィック（英語版）（Wilhelm Bernatzik, 1853-1906)
- ヴィルヘルム・フォルツ（Wilhelm Volz, 1855-1901)
- マックス・クリンガー（Max Klinger, 1857-1920）
- エルンスト・シュテーア（英語版）（Ernst Stöhr, 1860-1917）
- ルートヴィヒ・フォン・ホフマン（Ludwig von Hofmann, 1861-1945）
- グスタフ・クリムト（Gustav Klimt, 1862-1918）
- フランツ・フォン・シュトゥック（Franz von Stuck, 1863-1928）
- ヴィルヘルム・リスト（Wilhelm List,1864-1918）
- フランツ・フォン・バイロス（Franz Von Bayros, 1866-1924)
- コロマン・モーザー（Koloman  Moser, 1868-1918）
- カール・メディツ（Karl Mediz, 1868-1945）
- ゼルギウス・フルビイ（Sergius Hruby, 1869-1943）
- オットー・グライナー（英語版） （Otto Greiner,1869-1916)
- サッシャ・シュナイダー（Sascha Schneider, 1870-1927）
- マルティン・ブランデンブルク（Martin Brandenburg、1870-1935）
- ハインリヒ・フォーゲラー（Heinrich Vogeler,1872-1942）
- マックス・フライ（Max Frey, 1874-1944）
- カール・オットー・チェシュカ（英語版）（Carl Otto Czeschka,1878-1960）
- アラステア（ドイツの芸術家）（英語版）（ハンス・ヘニンク・フォン・フォイクト男爵）（Alastair（Baron Hans Henning Voigt）,1887-1969）

#### ロシア
- ニコライ・ゲー（Nikolai Ge,1831-1894）
- ヴァシーリー・ヴェレシチャーギン（Vasilij Verescagin,1842-1904）
- ヴィクトル・ヴァスネツォフ（Viktor Vasnetsov, 1848-1926）
- ミハイル・ヴルーベリ（Mikhail Vrubel, 1856-1910）
- ミハイル・ネステロフ（Mikhail Nesterov, 1862-1942）
- レオン・バクスト（Leon Bakst, 1866-1924）
- コンスタンティン・ソモフ（Konstantin Somov,1869-1939）
- アレクサンドル・ベノワ（Alexandre Benois,1870–1960）
- ニコライ・リョーリフ（Nicholas Roerich,1874-1947）
- イヴァン・ビリビン（Ivan Bilibin,1876-1942）
- クジマ・ペトロフ＝ヴォートキン (Kuzma Petrov-Vodkin,1878-1939)

#### その他のヨーロッパ
- ルイス・リカルド・ファレーロ（Luis Ricardo Falero,1851–1896）スペイン→イギリス
- アーンシュト・ユーセフソン（Ernst Josephson,1851–1906）スウェーデン
- ヤチェク・マルチェフスキ（Jacek Malczewski、1854-1929）ポーランド
- ジョゼップ・マリア・タンブリーニ（Josep Maria Tamburini i Dalmau,1856-1932）スペイン
- アレクサンドラ・ダ・リケー（Alexandre de Riquer i Ynglada,1856-1920）スペイン
- アルフォンス・ミュシャ（ムハ）（Alfons Mucha, 1860-1939）チェコ→フランス→チェコ
- アドルフ・ヒレミ＝ヒルシュル（Adolf Hirémy-Hirschl,1860-1933）ハンガリー
- ウジェーヌ・フレデリク・ヤンソン（Eugène Fredrik Jansson,1862-1915）スウェーデン
- エドヴァルド・ムンク（Edvard Munch, 1863-1944）ノルウェー
- ジョアン・ブリュル（Joan Brull i Vinyoles,1863-1912）スペイン
- ヴィルヘルム・ハンマースホイ（Vilhelm Hammershøi,1864–1916）デンマーク
- アクセリ・ガッレン＝カッレラ（Akseli Gallen-Kallela, 1865-1931）フィンランド
- カレル・ヴィーチェスラフ・マシェク (Karel Vítězslav Mašek,1865-1927) チェコ
- クリスチャン・ラウト（Kristjan Raud、1865-1943）エストニア
- ユゼフ・メホフェル（Józef Mehoffer、1869-1946）ポーランド
- マグヌス・エンケル（Knut Magnus Enckell、1870-1925）フィンランド
- フランティセック・クプカ（František Kupka, 1871-1957）チェコ→フランス
- アドリアー・グアル（Adrià Gual, 1872-1943）スペイン
- ヒューゴ・シンベリ（Hugo Simberg, 1873-1917）フィンランド
- ミカロユス・コンスタンティナス・チュルリョーニス（Mikalojus Konstantinas Čiurlionis、1875-1911）リトアニア
- ムスチスラフ・ドブジンスキー（Mstislav Dobuzhinsky、1875-1957）リトアニア
- ファラゴー・ゲーザ（Faragó Géza, 1877-1928）ハンガリー
- アルフレート・クビーン（英語版）（Alfred Kubin 1877-1959）チェコ→ドイツ

#### アメリカ
- エリュー・ヴェッダー（Elihu Vedder, 1836-1923）
- フレデリック・ステュアート・チャーチ（Frederick Stuart Church, 1842-1924）
- アルバート・ピンカム・ライダー（Albert Pinkham Ryder, 1847-1917）
- ピンクニー・マルシャス・シモンズ（英語版）（Pinckney Marcius-Simons, 1867-1909）
- マックスフィールド・パリッシュ（Maxfield Parrish,1870-1966）

## 関連文献
- ジャン・モレアス 『対訳 象徴主義宣言』 城牙咲くらは訳、デザインエッグ社 2018年　ISBN 4815004978
- アーサー・シモンズ 『完訳 象徴主義の文学運動』 山形和美訳、平凡社ライブラリー 2006年　ISBN 4582765696　
  - 『象徴主義の文学運動』 前川祐一訳、冨山房百科文庫 1993年　ISBN 4572001448
- アルベール・マリ・シュミット 『象徴主義　マラルメからシュールレアリスムまで』 清水茂・窪田般彌訳、白水社〈文庫クセジュ453〉 1969年
- アンリ・ペール 『象徴主義文学』 堀田郷弘、岡川友久訳、白水社〈文庫クセジュ661〉 1983年
- ハンス・ホーフシュテッター 『象徴主義と世紀末芸術』 種村季弘訳、美術出版社、1970年、新版1987年ほか
- フィリップ・ジュリアン 『世紀末の夢　象徴派芸術』 杉本秀太郎訳、白水社 1982年、新版2004年
- 『世紀末芸術論　リルケ、ジンメル、ホフマンスタール』 高木昌史編訳、青土社 2008年
- 『象徴派の絵画』 中山公男・高階秀爾 責任編集、朝日新聞社 1992年
- 『世界美術大全集西洋編（24） 世紀末と象徴主義』 高階秀爾・千足伸行 責任編集、小学館 1996年
- ピエール=ルイ・マチユ 『象徴派世代 1870-1910』 窪田般彌訳、リブロポート 1995年
- J．A ．シュモル＝アイゼンヴェルトほか 『世紀末 論集』 種村季弘監訳、平凡社 1994年
- 宇佐美斉編 『象徴主義の光と影』 ミネルヴァ書房 1997年
- 坂巻康司 ほか編『象徴主義と〈風景〉 ボードレールからプルーストまで』 水声社 2018年　ISBN 4801003753
- 中村隆夫 『象徴主義と世紀末世界』 東信堂（増訂版） 2019年　ISBN 4798915793